# I. Miksa német-római császár
I. Miksa (Wels, Felső-Ausztria, 1459. március 22. – Bécsújhely, Belső-Ausztria, 1519. január 12.), a rómaiak királya 1486-tól, majd a Szent Római Birodalom császára 1508-tól 1519-ben bekövetkezett haláláig. 1477-ben Burgundi Máriával, Merész Károly leányával és örökösével kötött házassága révén Burgundia iure uxoris hercege volt, majd Mária 1482-es halálát követően Burgundia régense lett kiskorú fia, Szép Fülöp mellett, majd annak korai halálát követően 1506-től ismét régens volt unokája, Károly mellett.
Miksa volt III. Frigyes német-római császár és Portugáliai Eleonóra egyetlen életben maradt fia. Ausztria főhercegéből lett előbb német király, majd apja halálát követően a Szent Római Birodalom császára. Uralkodását a Habsburg-ház politikai és katonai befolyásának megerősítése, valamint a Birodalom közigazgatásának modernizálása jellemezte. Terveiben szerepelt Észak-Itália meghódítása, amivel érdekütközésbe került a francia királlyal, VIII. Károllyal. Szövetségeseivel létrehozták a Velencei Szent Ligát, egy katonai védelmi szövetséget, válaszul a franciák által 1494-ben indított első itáliai háborúra. Zsoldos hadseregét a jól felszerelt landsknechtek alkották. Uralkodása alatt mintegy huszonöt hadjáratot vezetett, Machiavelli szerint remek hadvezér volt, akit viszont a jelentősebb diadalok elkerültek.
Miksa házassági politikájának köszönhetően később unokája, V. Károly német-római császár és utódai kezébe került az Aragón és a Kasztíliai Királyság, valamint annak minden tengerentúli gyarmatterülete, továbbá az általa megkötött Habsburg–Jagelló házassági szerződés alapozta meg, hogy másik unokája, I. Ferdinánd és leszármazottai kerüljenek a Magyar Királyság élére. Uralkodása alatt bontakozott ki és kezdte meg felvirágzását a reneszánsz a német területeken, ő maga humanistákkal vette körül magát, emellett mecénása volt a kor több közismert művészének, köztük Albrecht Dürernek is. Regnálása sok szempontból jelentett átmenetet a középkor és a korai újkor között, ezért Miksára gyakran hivatkoznak úgy, mint „az utolsó lovag”.

## Származása
Miksa osztrák főherceg Bécsújhelyen született 1459-ben. Édesapja a Habsburg-házból való III. Frigyes német-római császár (1415–1493) volt, Ausztria uralkodó főhercege, II. (Vas) Ernőnek (1377–1424), Belső-Ausztria uralkodó hercegének és Cymburgis mazóviai hercegnőnek (1394/97–1429) legidősebb fia.
Édesanyja az Avis-házból származó Eleonóra portugál infánsnő (1434–1467) volt, Eduárd (Duarte) portugál király (1391–1438) és Aragóniai Eleonóra infánsnő (1402–1445) hatodik gyermeke.
Szülei házasságából öt gyermek született, akik osztrák főhercegi/főhercegnői címet kaptak, de csak ketten érték meg a felnőttkort.
- Kristóf (1455–1456) csecsemőkorban meghalt,
- Miksa (1459–1519), a trónörökös, 1486-tól német király, 1493-tól apja örököseként Ausztria uralkodó főhercege, 1508-tól I. Miksa néven német-római császár, akinek első felesége 1477–1482 között Burgundi Mária hercegnő, második felesége 1494–1510 között Sforza Blanka Mária milánói hercegnő volt.
- Ilona (1460–1462), kisgyermekként meghalt,
- Kinga (Kunigunda) (1465–1520), aki 1487-ben IV. Albert bajor herceg felesége lett.
- János (1466–1467) csecsemőkorban meghalt.

## Burgundia és a Franciaországgal való viszony
Miksa 1477-ben feleségül vette Burgundi Máriát, Merész Károly burgundi herceg egyedüli lányát. Ezzel a házassággal Miksa megszerezte a Burgundia fennhatósága alatt álló Németalföldet és a burgundiai grófságot. Miksa kormányozta kiskorú fia nevében első feleségének a halála (1482) után annak németalföldi örökségét és az ő nevében háborút folytatott XI. Lajos francia királlyal. Amikor Burgundia hercege 1477-ben meghalt, a burgundiai hercegség visszaszállt a francia koronára a Száli-ház törvénye szerint. Lajos megpróbálta kiterjeszteni az ellenőrzését Németalföldre is. Mária, aki 20 éves volt és akkor még hajadon, visszautasította a francia trónörökös házassági ajánlatát, amellyel a vitát békés úton rendezhették volna, és feleségül ment Miksához. Miksa útján próbálta visszaszerezni apja hagyatékát, amelyet Lajos elvett tőle. Miksa sikerrel járt a háborúban és stabilizálta a németalföldi helyzetet, azonban néhány németalföldi tartomány ellenséges maradt vele szemben.
Amikor Mária 1482 márciusában váratlanul elhunyt, ezek a tartományok békét kötöttek Lajossal és arra kényszerítették Miksát, hogy átadja Franche-Comtét és Artois-t Lajosnak. Lajos 1483-ban meghalt, és utódja, VIII. Károly még kiskorú volt. A régens, Beaujeu-i Anna egy időre véget vetett a francia háborúskodásnak, így Miksa tovább uralkodott a Mária örökségéből megmaradt területeken gyermekük Szép Fülöp nevében. Amikor a régensségnek vége lett, Miksa és VIII. Károly 1493-ban a senlis-i békekötés során kicserélték  ezt a két területet. Így Németalföld nagy része Habsburg fennhatóság alá került illetve maradt. Bretagne esetében nem volt ilyen szerencsés. Bretagne-i Annával 1490-ben per procuram házasságot kötött, de a franciák megtámadták Bretagne-t, és kikényszerítették, hogy a francia királyhoz menjen feleségül. Miksa tehetetlenül szemlélte mindezt, és a pápa 1491-ben fel is bontotta Annával kötött házasságát.

## A Német-római Birodalom és a Habsburg-ház élén

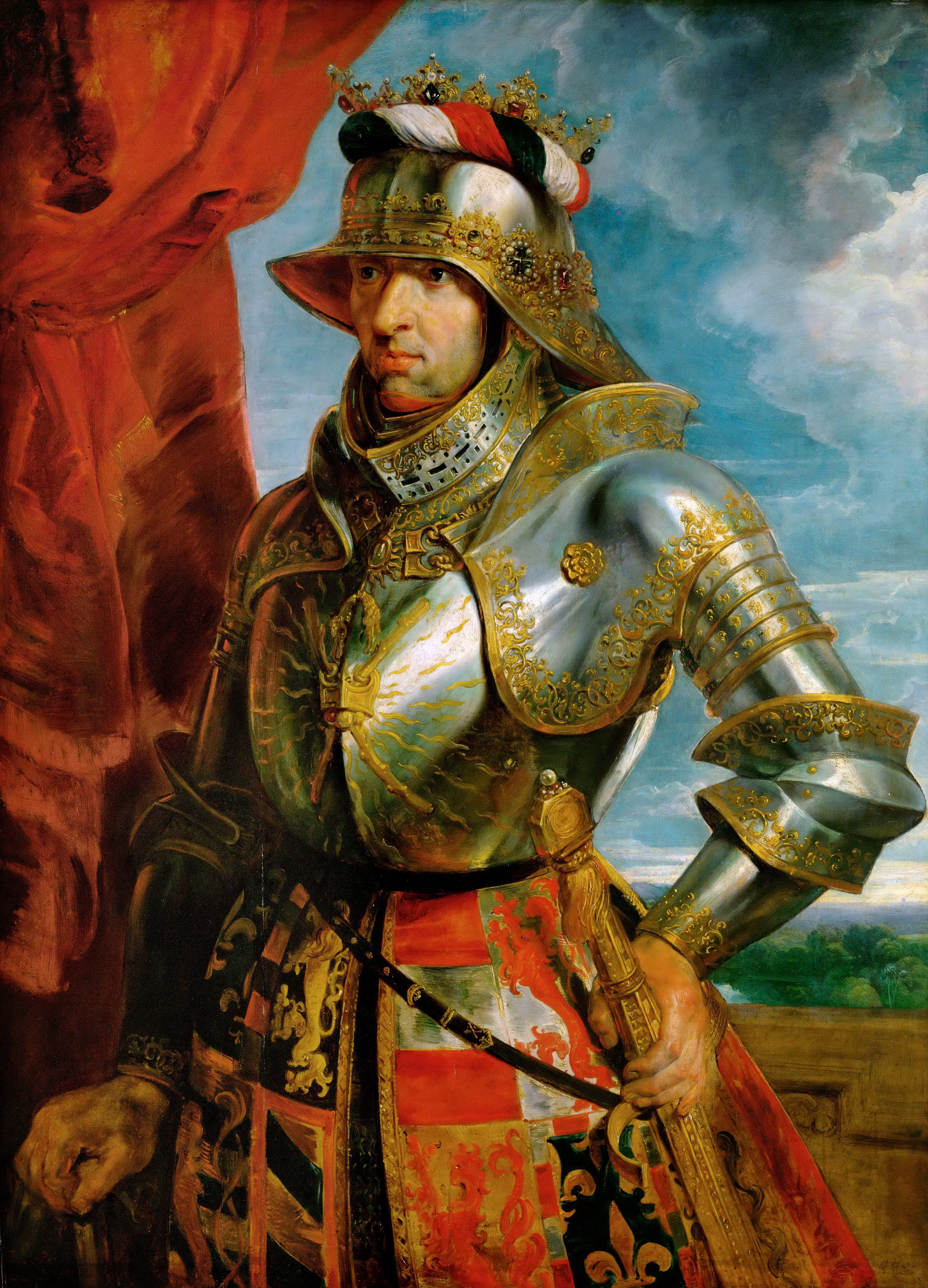
I. Miksa német-római császár, Rubens festményén

Amikor 1486-ban III. Frigyes német királlyá választatta Miksát, a Habsburgok által uralt területeket két irányból fenyegették: nyugatról a Bretagne birtokába jutó franciák, keleten a Bécset és Bécsújhelyet is elfoglaló Hunyadi Mátyás. Miksa 1490-ben unokatestvérétől, Zsigmond osztrák főhercegtől megvásárolta Tirolt és Elő-Ausztriát. Mátyás halálát kihasználva 1490 őszén visszafoglalta Bécset, majd 1491-ben Mátyás utódjával, II. Ulászlóval megkötötte a pozsonyi békét. A béke értelmében Ulászló lett a magyar király, azzal a kikötéssel, hogy magtalan halála esetén Miksa és utódai öröklik a magyar trónt, Magyarország pedig feladta Mátyás ausztriai hódításait és hadikárpótlást fizetett.
Apjának 1493-ban bekövetkezett halála után Miksa Ausztria uralkodó főhercege is lett, örökölte a többi Habsburg-birtokot, és egyesítette a Habsburg fennhatóság alatti területeket. Ugyanebben az évben feleségül vette Bianca Maria Sforzát, Galeazzo Maria Sforza milánói herceg lányát. Miután nőül vette a hercegnőt, Miksa megpróbálta kiterjeszteni uralmát Itália egyes részeire is. A franciák azonban közbeavatkoztak, kirobbantva ezzel az úgynevezett itáliai háborúkat. Miksa a franciák ellenében csatlakozott a Szent Ligához. Miksa elvesztette ugyan az első háborút, halála után azonban a Német–római Birodalom és a Habsburg Spanyolország végül is győzött Észak-Itáliában.
Miksa vezette 1495-ben a wormsi birodalmi gyűlést, amely a birodalom reformjához vezetett, gyökeresen átalakítva a Német-római Birodalom alkotmányát.
A dornachi csatát követő 1499-es bázeli béke során Miksa rákényszerült, hogy tudomásul vegye a Svájci Konföderáció függetlenségét, amely de facto már addig is létezett.
1508-ban Miksa pápai jóváhagyással felvette a választott római császár címet, véget vetve ezáltal annak az évszázados hagyománynak, hogy a (német-)római császárt a pápa koronázza.

## Magyar trónöröklési joga
1463. július 19-én I. Mátyás király nevében Vitéz János és III. Frigyes császár örökösödési szerződést kötött Bécsújhelyen, melynek értelmében ha Mátyás törvényes örökös nélkül hal meg, a magyar trónt III. Frigyes vagy fia, az akkor négy éves Miksa örökli. Podjebrád Katalin királyné ekkor már várandós volt Mátyás egyetlen törvényes gyermekével, aki a következő év februárjában jött a világra, de mind a gyermek, mind pedig az anya meghalt a szülést követően. Mátyásnak több törvényes gyermeke nem született ezután, viszont az egyezséget megszegve, Mátyás a házasságon kívül született fiát, Corvin Jánost kívánta a magyar trónra ültetni. Mátyás 1490. májusára összehívott országgyűlésen szerette volna királlyá választatni Corvin Jánost, és megkoronáztatni, de áprilisban váratlanul meghalt Bécsben.
Miksa ekkor bejelentette trónigényét az 1463-as örökösödési szerződés értelmében, de a magyar rendek a szabad választás jogán nem ismerték el Miksa örökösödési jogát, és Albert magyar királynak és Luxemburgi Erzsébetnek, Zsigmond császár és király lányának az unokáját, kisebbik lányuknak, Habsburg Erzsébet magyar hercegnőnek és IV. Kázmér lengyel királynak az elsőszülött fiát, (II.) Ulászló cseh királyt választották magyar királlyá, aki viszont kizárólag szabad választás jogán jutott a magyar királyi trónra, nem pedig öröklés révén.
1491. november 7-én II. Ulászló és I. Miksa békeszerződést kötött Pozsonyban. Megújították az 1463. évi örökösödési szerződést. Ulászló kötelezte magát, ha törvényes fiúutóda nem születik, a magyar és a cseh trónt a Habsburgok öröklik.
1505. október 13-án a rákosi végzés értelmében kifejezésre juttatták a magyar rendek azon óhajukat, hogy II. Ulászló fiúörökös nélküli halála esetén többé nem választanak idegen uralkodót, és a leányági öröklést, így Anna hercegnő trónöröklési jogát nem ismerik el. II. Ulászló ezt kijátszva titokban követséget küldött I. Miksához a családi szerződés megkötése ügyében. 1506. március 20-án a Jagelló- és a Habsburg-ház Bécsújhelyen szerződést kötött a rákosi végzés hatálytalanítására. Ennek értelmében I. Miksa unokája, Ferdinánd feleségül veszi Annát, míg II. Ulászló esetleg születendő fia, a későbbi II. Lajos pedig elveszi Ferdinánd húgát, Mária főhercegnőt. A szerződésnek az adott nyomatékot, hogy Candale-i Anna királyné ekkor nagyjából három hónapos terhes volt. Bár II. Ulászló magyar országgyűlési határozat értelmében 1506. május 7-én hadat üzent Miksának, titokban tovább folytak 1506. május 11-én a tárgyalások Anna hercegnő házasságáról. 1506 júniusában akkor sem szakadtak meg a titkos megbeszélések, mikor Miksa csapatai elfoglalták Sopront és Pozsonyt. Azonban 1506. június 22-én az udvar hivatalosan újra Perényi Imre nádort nevezte meg Anna hercegnő leendő férjéül, de 1506. július 19-én II. Ulászló megbízottai békeszerződést kötöttek Miksával Bécsújhelyen, ami után Perényit újra ejtették.
Miksa részben komolyan, részben ironikusan azzal vágott vissza a rákosi végzés őrá vonatkozó kitételére, miszerint ő idegen lenne, hogy ő szintén magyar, hiszen magyar földön született, méghozzá a bécsújhelyi vár magyar tornyában jött a világra. (a következő szöveg korabeli, XIX. század végi nyelvi stílussal és helyesírással íródott, így némileg eltér a mai változattól):
Mert április havában, az egy hónap előtt kelt szerződésekről nem is szólva, elégtételt kivánt »a mult országgyűlésen rajta elkövetett méltatlanságért«; egyébként pedig hozzátéve, hogy az országgyűlés határozata az ő igényeit annyival kevésbbé csorbíthatja, mert ő valósággal, vér szerint a magyar királyoktól származik, magyarul beszél, sőt Ausztriának azon részében született, a mely egykor Pannóniához tartozott. Hogy levelének nagyobb foganatja legyen, meg is támadta az országot. Erre az országtanács és színleg a király is megtették a védelmi intézkedéseket, de ez csak komédia volt s nemsokára helyreállott a béke. A békét az a körülmény is előmozdítá, hogy a királyné csakugyan fiat szülvén, a trónörökösödés kérdése egyidőre elodáztatott.

## Halála és öröksége
Miksa a felső-ausztriai Welsben halt meg 1519-ben. Utódja unokája, V. Károly, lett, mivel egyetlen, nagykorúságot megért törvényes fia, „Szép” Fülöp főherceg, Kasztília királya már 1506-ban meghalt. Miksa császár sírja a bécsújhelyi várkastély (a mai Theresianum Katonai Akadémia) Szent György-kápolnájában található.
Támogatta a tudományokat és művészeteket, és humanistákkal vette körül magát. Az ő uralkodása idejére tehető a reneszánsz első virágzása Németországban.
Háborúkkal és házasságokkal minden irányba kiterjesztette a Habsburg-befolyást: Németalföld, Spanyolország, Csehország, Magyarország (Habsburg–Jagelló házassági szerződés), Lengyelország  és Itália. Ez évszázadokra meghatározta az európai történelmet.

## Gyermekei

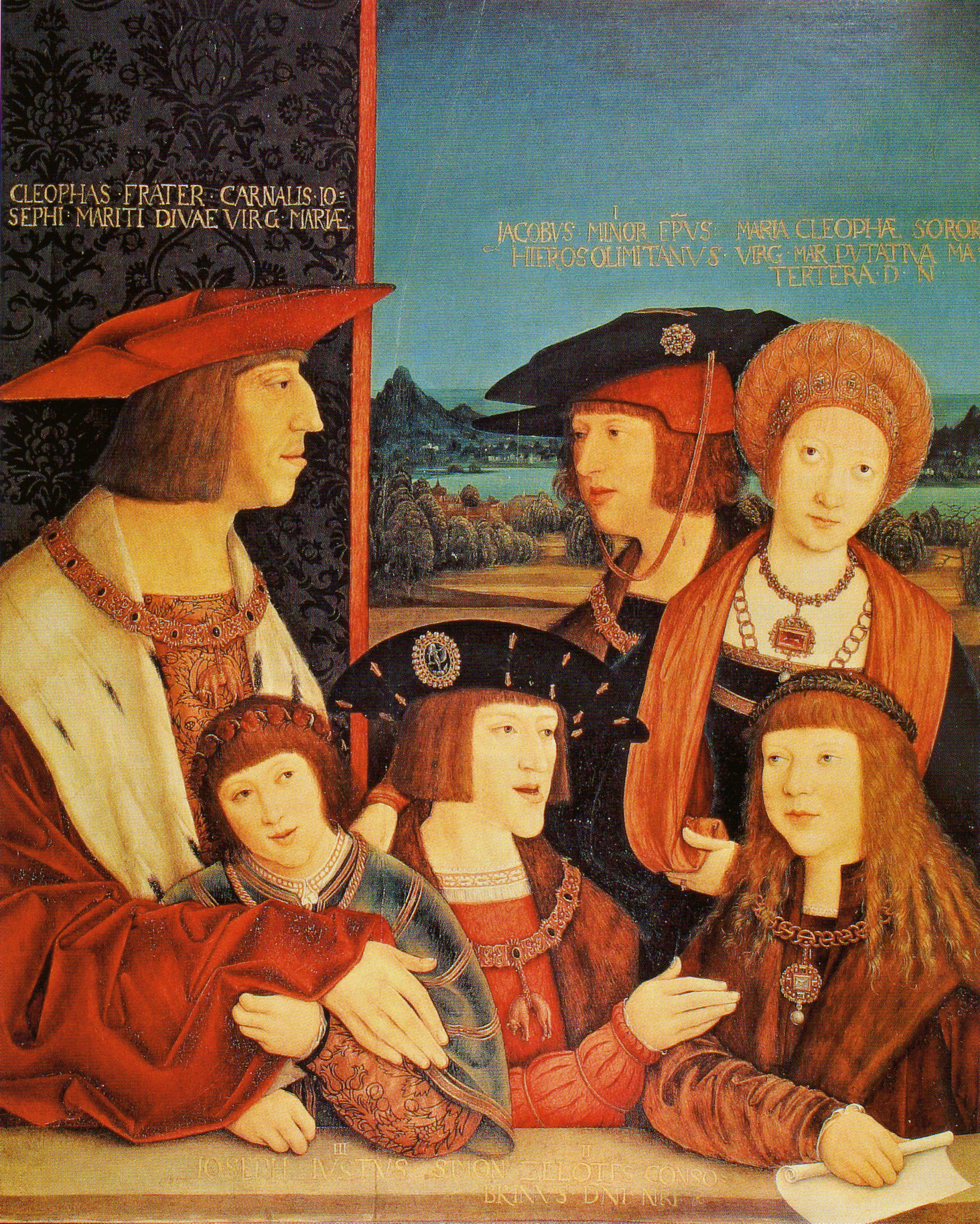
Miksa császár, családjának élő és elhunyt tagjaival (Bernhard Strigel festménye, 1515 után).
Felnőttek: I. Miksa császár, „Szép” Fülöp († 1506), Burgundi Mária († 1482), gyermekek: Ferdinánd, Károly, II. Lajos

- 1. feleségétől, I. Mária burgundi hercegnőtől (1457–1482), 3 gyermek:
  - „Szép” Fülöp (Philippe le Beau, 1478–1506) születése jogán ausztriai főherceg, anyja örököseként Burgundia hercege és Németalföld uralkodója, felesége révén Kasztília királya, felesége II. (Őrült) Johanna kasztíliai és aragón királynő (1479–1555), I. Izabella kasztíliai királynő és II. Ferdinánd aragóniai király lánya, 6 gyermek, többek között:
    - Károly (1500–1558), I. Károly néven kasztíliai és aragón király és osztrák főherceg, V. Károly néven német-római császár, felesége Izabella (1503–1539) portugál infánsnő, I. Mánuel portugál király és Aragóniai Mária kasztíliai infánsnő lánya, 5 gyermek(+2 házasságon kívüli)
    - Ferdinánd (1503–1564) I. Ferdinánd néven magyar és cseh király, osztrák főherceg, német-római császár, felesége Jagelló Anna (1503–1547), II. Ulászló magyar király és Candale-i Anna lánya, 15 gyermek
    - Mária (1505–1558) ausztriai főhercegnő, a németalföldi tartományok kormányzója férje II. Lajos magyar király (1506–1526), II. Ulászló magyar király és Candale-i Anna fia, nem születtek gyermekei

  - Margit (1480–1530) ausztriai főhercegnő, a németalföldi tartományok kormányzója, 1. férje VIII. Károly francia király (1470–1498) (csak papíron),[5] felbontották, gyermekei nem születtek, 2. férje Aragóniai János asztúriai herceg (1478–1497), kasztíliai és aragón trónörökös, I. Izabella kasztíliai királynő és II. Ferdinánd aragóniai király fia, egy halva született gyermek, 3. férje II. Filibert savoyai herceg (1480–1504), Ciprus, Jeruzsálem és Örményország címzetes királya, nem születtek újabb gyermekei, 1 gyermek a 2. házasságából:
    - (2. házasságából:) Aragóniai N. (*/† Alcalá de Henares, 1497. december)

  - Ferenc (1481. szeptember 2/10. – 1481. december 26.)
- 2. feleségétől, I. Anna breton hercegnőtől (1477–1514), nem születtek gyermekei, névleges házasság, elváltak
- 3. feleségétől, Sforza Bianka Mária (1472–1510) milánói hercegnőtől, nem születtek gyermekei (több vetélés)
- Házasságon kívüli kapcsolataiból:
- Ismeretlen nevű ágyasától:
  - Margit (1480–1537), 1. férje Johann von Hille, 2. férje Lajos, Helfenstein grófja (–1525)
- Margareta von Edelsheim úrnőtől, 2 gyermek:
  - Barbara (von Rottal) (1500–1550), 1. férje Sigmund von Dietrichstein (1484–1533), 2. férje Ulrich von Czettritz (–1543), 3. férje Balthasar von Schweinitz (–1572)
  - György (Georg Piret) (1504–1557), Brixen és Liege püspöke, Valencia érseke, 3 természetes gyermek:
    - György (–1619)
    - Margit (–1604), Charleroi apátnője
    - Mária (–1589 után), 1. férje Adam von Büren, 2. férje N. N.
- Anna von Helfenstein úrnőtől, 9 gyermek:
  - Miksa Frigyes (Max Friedrich von Amberg), Feldkirch ura, (1511–1553), felesége Öttingeni Erzsébet (1499–1553)
  - Lipót (1515–1557), Cordoba püspöke (1515–1557), 1 természetes fiú:
    - Miksa (1555–1614), Santiago de Compostela érseke

  - Dorottya (1516–1572), Falkenburg, Durbuy és Halem úrnője, Habsburg Mária özvegy magyar királyné udvarhölgye Németalföldön, férje Johann von Ostfriesland (–1572)
  - Anna, férje Louis d'Hirlemont
  - Anna Margit (1517 (körül)–1545/47 után), a nála 12 évvel idősebb unokahúgának, Habsburg Mária özvegy magyar királynénak az udvarhölgye Németalföldön, férje François de Melun[6] (–1547), Épinoy grófja, Franciaország hadsereg-főparancsnoka, gyermekei nem születtek
  - Erzsébet (–1581/84), Ludwig III von der Marck, Rochefort grófja
  - Barbara, férje Wolfgang Plaiss
  - Kornél (1507–1527 után)
  - Kristóf Ferdinánd (–1522 után)
- Ismeretlen nevű ágyasától, 1 leány (?):
  - Vilma, férje Rudiger (Rieger) von Westernach

## Emlékezete
- Carrarai márványból faragott életnagyságú szobrát felállították a Hadvezérek csarnokában, a bécsi Hadtörténeti Múzeumban.

## Alakja szépirodalomban, játékfilmben
- Maximilian (teljes német címe Maximilian - Das Spiel von Macht und Liebe), háromrészes osztrák–német–magyar történelmi játékfilm (2017). Rendezte Andreas Prochaska , főszereplők Christa Théret (Burgundi Mária), Alix Poisson (Yorki Margit), Jannis Niewöhner (Miksa főherceg), Tobias Moretti (III. Frigyes), Jean-Hugues Anglade (XI. Lajos).[7] A filmet 2017-ben mutatták be Európában. 2019 januárjában, Miksa halálának 500. évfordulóján német és osztrák televízióadók ismét műsorra tűzték.[8]